# Robin Hood (film, 2018)
A Robin Hood 2018-as amerikai akció-kalandfilm, melyet Otto Bathurst rendezett, valamint Ben Chandler és David James Kelly írt, Chadler története alapján. A főszerepet Taron Egerton, Jamie Foxx, Ben Mendelsohn, Eve Hewson, Tim Minchin és Jamie Dornan alakítja.
A filmet 2015 februárjában jelentették be, Egerton pedig még szeptemberben aláírt a főszerepre. Hewson, Foxx és Mendelsohn a következő évben csatlakozott a stábhoz, a főforgatás 2017 februárjában kezdődött, és májusig tartott. Többek közt Dubrovnikban, Le Raincy-ben, Budapesten, és Almásfüzitőn forgatták. A film negatív véleményeket kapott a kritikusoktól, akik a rendezést, a narratívát és a szereplők elvesztegetését kifogásolták, és több mint 86 millió dolláros bevételt ért el a 100 millió dolláros gyártási költségvetéssel szemben.
Az Amerikai Egyesült Államokban 2018. november 21-én mutatták be, míg Magyarországon két héttel később szinkronizálva, december 6-án a Freeman Film forgalmazásában.

## Szereplők
| Szerep                                                                                        | Színész           | Magyar hang   |
| --------------------------------------------------------------------------------------------- | ----------------- | ------------- |
| Robin Hood, Marian szerelme, Kicsi John tanítványa, valamint a Nottingham bírájának ellensége | Taron Egerton     | Fehér Tibor   |
| Nottingham bírája, Robin ellensége                                                            | Ben Mendelsohn    | Schnell Ádám  |
| Marian, Robin szerelme és Will Tillman barátnője                                              | Eve Hewson        | Sipos Eszter  |
| Will "Scarlet" Tillman, Marian barátja                                                        | Jamie Dornan      | Szatory Dávid |
| Bíboros                                                                                       | F. Murray Abraham | Beregi Péter  |
| Tuck barát                                                                                    | Tim Minchin       | Magyar Attila |
| Guy of Gisborne                                                                               | Paul Anderson     | Sarádi Zsolt  |
| Lord Pembroke                                                                                 | Cornelius Booth   | Bolla Róbert  |